# Engelhorn GmbH & Co. KGaA
Engelhorn GmbH & Co. KGaA, (eigen schrijfwijze: engelhorn) voorheen Engelhorn & Sturm, is een bedrijf dat in 1890 werd opgericht door de meesterkleermaker Adam Sturm en de koopman Georg Engelhorn in Mannheim als een winkel voor heren- en jongenskleding. 

## Geschiedenis

### Vroege periode
Om 3 januari 1890 openden Georg Engelhorn en Adam Sturm hun eerste winkel met confectiekleding voor heren en jongens in blok O 5 aan de Planken in Mannheim. In 1902 kochten Engelhorn en Sturm wegens plaatsgebrek het gehele O 5-blok, waarop anno 2023 nog steeds het hoofdgebouw staat. Bijzonder in die tijd waren de extra grote etalages verlicht met elektrische koolstoflampen. In 1904 stierf mede-oprichter Adam Sturm zonder erfgenamen.
Na de Eerste Wereldoorlog namen de zonen Rudolf en Georg junior Engelhorn  de leiding van de winkel over. In 1921 kwam, werd een sportafdeling toegevoegd en kort daarna een lingerieafdeling. De afdeling bovenkleding voor dames werd geopend in 1939. Tijdens de Tweede Wereldoorlog werd het pand volledig verwoest. De verkoop ging in de kelder door totdat het pand herbouwd was. In 1950 hield Engelhorn & Sturm voor het eerst een uitverkoop, die op grote belangstelling van klanten kon rekenen.
In 1968 trad de derde generatie toe tot het bedrijf. Georg Engelhorns juniors zonen Richard (1938-2019) en Hans (1935-) en Rudolf Engelhorns zoon Peter (1936-2005) de leiding over. 

### Periode 1980-2000
In de jaren 1980 verrees het Engelhorn Sporthaus (1981) in de directe omgeving van het hoofdgebouw in het blok O 6, en aan de andere zijde in het blok O 4 het Engelhorn Strumphaus (1984) en Engelhorn Dessous & Wäsche (1988).
In 1987 opende Engelhorn & Sturm de Stadtgarten, een belevenis-w arenhuis van 5000 m² aan het blok N 5 met 40 merkenwinkels en waarvan Engelhorn & Sturm meer dan de helft zelf gebruikte. In 1995 werd het concept verlaten en verhuisde het Sporthaus naar het verbouwde gebouw van de voormalige Dachgarten. In de vrijgekomen ruimte in het blok O 6 werd het zogenaamde Trendhaus voor jeans en vrijetijdsmode voor jongeren ondergebracht. In de jaren 1990 werden shop-in-the-shop geïntegreerd in het hoofdgebouw, waaronder Polo Ralph Lauren en Bogner. Later werden hier shop-in-the-shops van Jil Sander, Hugo Boss, Ermenegildo Zegna, Burberry, Strenesse aan toegevoegd. In het souterrain is een kinderafdeling gemaakt. In 1998 is het Sporthaus met een zevende verdieping vergroot. In de jaren 1990 werd de bedrijfsnaam ingekort tot Engelhorn. 

### Periode vanaf 2000
In 2001 opende Engelhorn het logistieke centrum in de wijk Neckarau . In 2002 werd in Viernheim het eerste sportwinkelfiliaal buiten Mannheim geopend. In 2003 trad de vierde generatie toe tot het bedrijf met Fabian Engelhorn (1975-), de zoon van Richard Engelhorn) en Andreas Hilgenstock (1961-), de kleinzoon van Rudolf Engelhorn. In de jaren die volgden werd de sportwinkel gemoderniseerd en in 2005 uitgebreid tot een oppervlakte van 9.500 m².
Eind 2006 werd op de 5e en 6e verdieping van het hoofdgebouw visrestaurant Le Corange geopend. In hetzelfde jaar werd de eigen online shop geopend. In 2012 opende Engelhorn een filiaal op de luchthaven van Frankfurt. In 2012 trad Simon Engelhorn (1984-), de zoon van Hans Engelhorn, als vierde generatie ondernemers, toe tot de leiding van het bedrijf. In 2013-2014 heeft Engelhorn twee verdiepingen aan het hoofdgebouw toegevoegd. Daarnaast opende in 2013 het gourmetrestaurant OPUS V in het hoofdgebouw onder leiding van chef-kok Tristan Brandt en in 2014 het restaurant Dachgarten. In 2014 werd OPUS V bekroond met een ster in de Michelingids. In 2015 vierde Engelhorn zijn 125-jarig bestaan met een fotokunstcampagne. 
In de winter van 2016 werd het restaurant OPUS V bekroond met zijn tweede Michelinster. In november 2017 maakte Michelin bekend dat de twee sterren van restaurant OPUS V behouden blijven en tegelijkertijd ontving Restaurant Le Corange in het hoofdgebouw onder chef-kok Dominik Markowitz zijn eerste ster. Sinds de 12 november 2016 behoort de wijnwinkel Coq au vin, gelegen tussen het Engelhorn Strumpfhaus en Engelhorn Dessous in het blok O4, tot de Engelhorn-bedrijvengroep. 
Begin maart 2017 opende Engelhorn in samenwerking met de fabrikant van elektrische auto's Tesla het Engelhorn e-Mobility Center op de begane grond van het hoofdgebouw. Naast drie verschillende Tesla-modellen werden in dit winkelgedeelte ook zo'n 20 e-bikes van verschillende fabrikanten gepresenteerd. De samenwerking eindigde met de opening van het Tesla Center Mannheim in Mannheim-Friedrichsfeld. Eveneens in maart 2017 is het Engelhorn trendhouse na een renovatie heropend onder de naam Engelhorn the box.

## Filialen

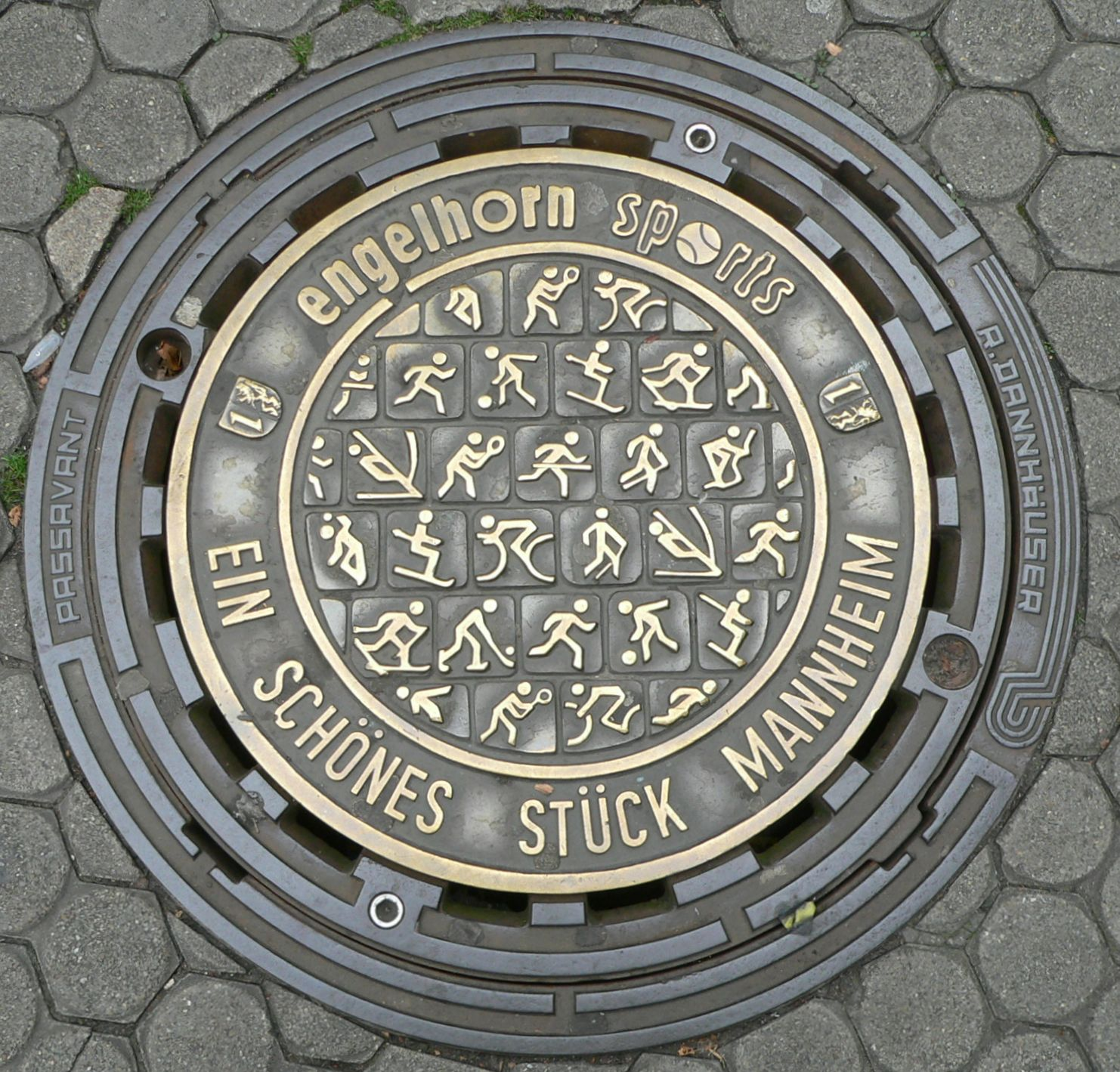
Engelhorn in de stad Mannheim

- Engelhorn Mode im Quadrat  (verwijzend naar het stratenpatroon in het centrum van Mannheim (vlaggenschipfiliaal), Mannheim
- Engelhorn Sport, sportwinkel, Mannheim
- Engelhorn Dessous & Wäsche, lingerie en nachtmode, Mannheim
- Engelhorn Strumpfhaus, kousenwinkel, Mannheim
- Tommy Hilfiger-winkel, Mannheim
- Boss Store, Mannheim
- Engelhorn active town, vrijetijdskleding en sportmode, Viernheim (Rhein-Neckar-Zemtrum)
- Brax Store, Viernheim (Rhein-Neckar-Zentrum)
- Engelhorn.com,  webshop
- logistiek centrum Engelhorn met tijdelijke outletverkoop, Mannheim